# Johann Friedrich Jännicke
Johann Friedrich Jännicke, auch Johann Friedrich Jaennicke, (* 7. Januar 1831 in Frankfurt am Main; † 1. April 1907 in Mainz) war ein deutscher Eisenbahnbeamter, Naturkundler und Kunstschriftsteller. Sein botanisches Autorenkürzel lautet „Jaennicke“.

## Leben
Jännicke trat nach einer kaufmännischen Ausbildung in den Dienst der der königlichen und großherzoglichen Eisenbahn-Direktion. Dort brachte er es bei der Hessischen Ludwigsbahn in Mainz zum Rechnungsrat (Revisor im Rang etwa eines Regierungsrates) und Vorsteher der Abteilung Verkehrskontrolle I (die unter anderem für die Kasse zuständig war).
Auf dem Gebiet der Naturkunde beschäftigte er sich vorwiegend mit Entomologie und hierin vor allem mit den Diptera. Am 6. Oktober 1899 wurde Jännicke in die Deutsche Akademie der Naturforscher Leopoldina aufgenommen. Im Frankfurter Senckenberg-Museum wird eine nach ihm benannte Insektensammlung aufbewahrt. Daneben sind auch botanische Veröffentlichungen zu finden, beispielsweise über die Gattung der Platanen, von denen er einige erstmals beschrieb.
Auf kunstgeschichtlichem Gebiet veröffentlichte er zahlreiche Handbücher und geschichtliche Abhandlungen zu den verschiedenen Maltechniken und zur Keramik, die teilweise als Standardwerke galten, in vielen Neuauflagen erschienen und auch in Fremdsprachen übersetzt wurden. Auch mit kunsttheoretischen Fragen beschäftigte er sich, so beispielsweise mit dem Thema der Farbharmonien. Unter dem Pseudonym Friedrich Montanus veröffentlichte er auch lokale Reiseführer.

## Veröffentlichungen
- Handbuch der Aquarellmalerei. Nach dem heutigen Standpunkte und in vorzüglicher Anwendung auf Landschaft und Architektur, nebst einem Anhange über Holzmalerei. Stuttgart 1875.
  - 2. Auflage. Stuttgart 1877 archive.org.
- Neue exotische Dipteren. In: Abhandlungen der Senckenbergischen Naturforschenden Gesellschaft, 6, S. 311–407 (Nachdruck 1868 unter dem Titel: Neue exotische Dipteren aus den Museen zu Frankfurt a. M. und Darmstadt). (S. 311, Digitalisat Bay. Staatsbibliothek München)
- Studien über die Gattung Platanus L. In: Nova Acta Academiae Caesareae Leopoldino-Carolinae Germanicae Naturae, 77, Nr. 2, 1899, S. 111–226.
- Botanischer Führer durch den Mainzer Stadtpark (neue Anlage). 1898. Digitalisat
- Die Farbenharmonie: mit besonderer Rücksicht auf gleichzeitigen Contrast in ihrer Anwendung in der Malerei, in der dekorativen Kunst, bei der Ausschmückung der Wohnräume, sowie in Kostüm & Toilette. Zugleich als zweite, gänzlich umgearbeitete Auflage der Farbenharmonie von E. Chevreul. Stuttgart 1878. (ohne Abbildungen) – Internet Archive
- Friedrich Montanus (Pseudonym): Der Odenwald einschliesslich der Bergstrasse. 1884.
- Kunstgewerbliche Altertümer und Kuriositäten. Führer für Sammler und Liebhaber von Gegenständen der Kleinkunst, von Antiquitäten sowie von Kuriositäten. Begründet von Dr. J. G. T. Grässe; fortgeführt von F. Jaennicke. Berlin: Schmidt, 1916 (5. Auflage, bearbeitet von Franz M. Feldhaus).[3]
- Jaennickes Handbuch der Ölmalerei. Neu bearbeitet von Franz Schmid-Breitenbach. 2. Teil. Stilleben, Frucht-, Blumen- und Tierstück, Bildnis, Akt, Figurenbild. 2. Auflage. Eßlingen 1919, urn:nbn:de:gbv:wim2-g-3876224